# Каза Цаки-Каза Еванђелисти (Болоња)
Каза Цаки-Каза Еванђелисти је насеље у Италији у округу Болоња, региону Емилија-Ромања.
Према процени из 2011. у насељу је живело 6 становника. Насеље се налази на надморској висини од 674 м.